# Élection libre de 1704
 (juillet 2025).
L'élection libre de 1704 vise à décider du nouveau candidat au trône polono-lituanien.

## Histoire
Au début de l'année 1700, le roi de Pologne, grand-duc de Lituanie et électeur de Saxe, Auguste II le Fort, sonne le commencement de la Grande Guerre du Nord en attaquant la Livonie suédoise. Malgré le soutien russe, l'armée saxonne perd plusieurs batailles et, peu de temps après, les forces de l'Empire suédois envahissent et prennent le contrôle de la majeure partie de la République des Deux Nations  En juin 1703, Auguste II convoque une Diète extraordinaire à Lublin, où il fait face à de nombreuses critiques. Ses adversaires sont menés par le primat de Pologne, Michał Radziejowski, et les fils du défunt roi Jean III Sobieski, Jakub et Konstanty (en).

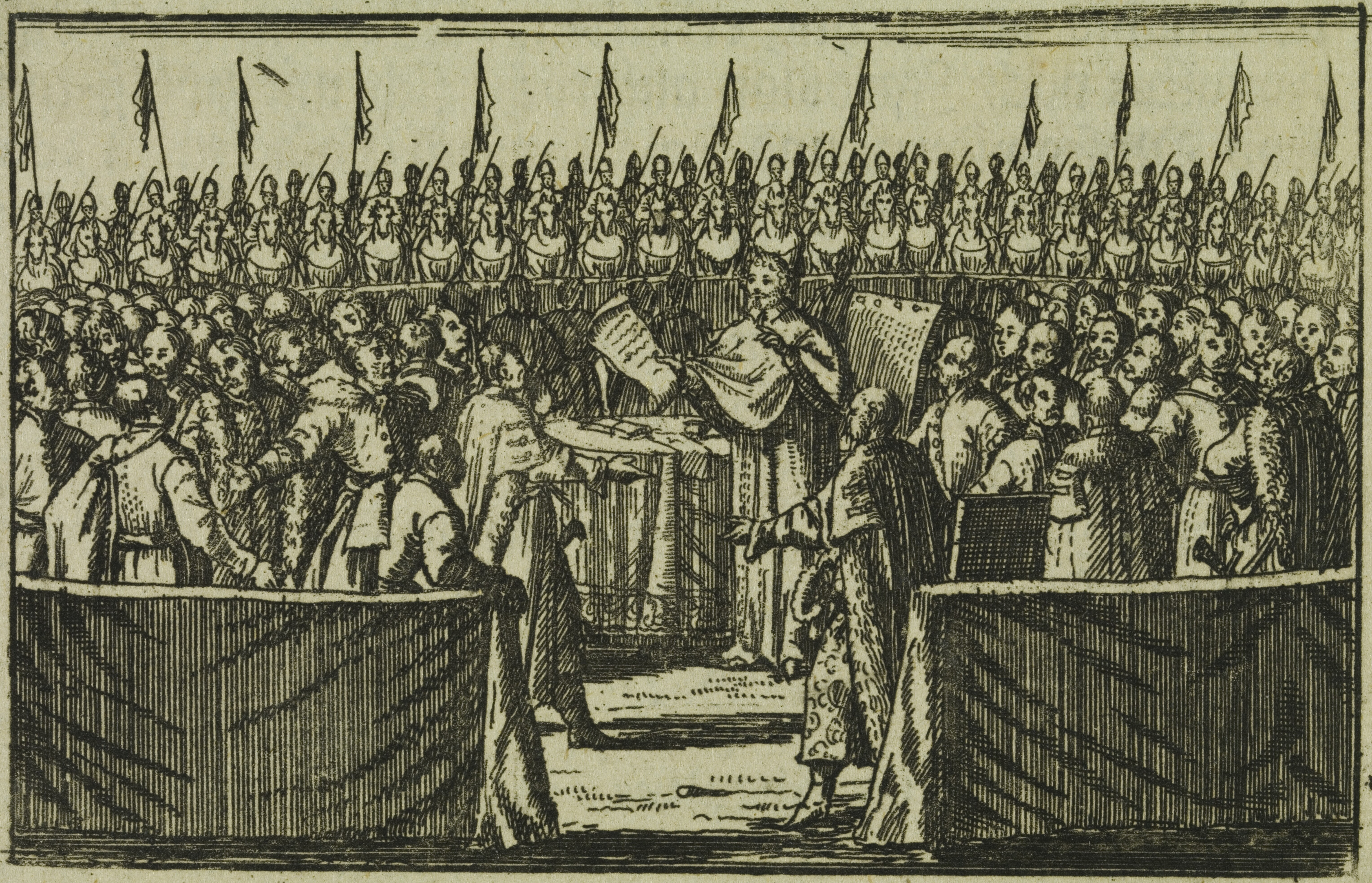
L'élection de Stanisław Leszczyński en 1704.

Les opposants à Auguste II forment la « Confédération de Varsovie » et le détrônent officiellement le 16 février 1704 à Varsovie. En avril de la même année, le jeune voïvode de Poznań, Stanisław Leszczyński, rencontre le roi Charles XII de Suède à Lidzbark Warmiński. Le monarque suédois, conscient de l'influence de Leszczyński en Grande-Pologne, déclare qu'il devrait être le nouveau roi de Pologne-Lituanie. Leszczyński promet initialement qu'il ne conserverait que temporairement la couronne, pour mieux la remettre à Jacques Louis Sobieski, mais il n'a jamais tenu sa promesse.

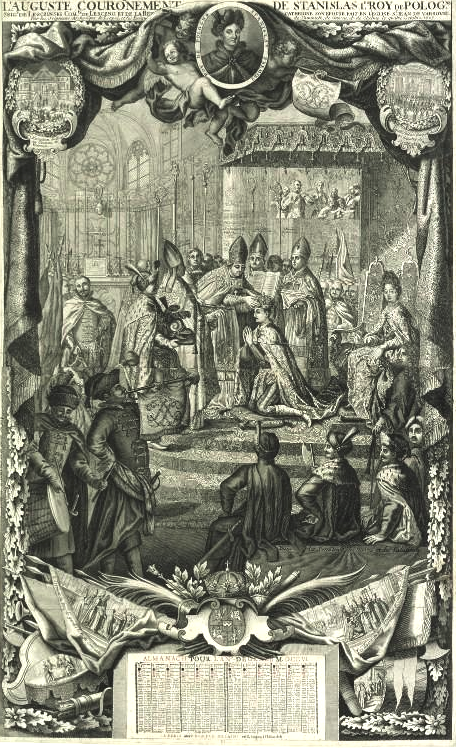
Couronnement de Stanisław Leszczyński en 1705.

Le 12 juillet 1704, un petit groupe de membres de la szlachta, rassemblé dans un camp militaire suédois près de Varsovie, déclare Leszczyński nouveau roi. L'élection n'a pas été confirmée par le primat Radziejowski, mais par l'évêque de Poznań Mikołaj Święcicki (en), ce qui était contraire aux règles. Le 4 octobre 1704, Leszczyński est couronné par l'archevêque de Lwów, Konstanty Józef Zieliński. Le couronnement a lieu à l'archicathédrale Saint-Jean de Varsovie.
Auguste II ne renonce cependant pas à la couronne polonaise et refuse d'abdiquer. En mai 1704, il forme la Confédération anti-suédoise de Sandomierz, appelle à la levée en masse et, le 30 août, signe le traité de Narva, établissant l'alliance polono-russe et déclarant officiellement la guerre entre la République des Deux Nations et la Suède. Cette décision entraîne une guerre civile en Pologne-Lituanie, entre les partisans d'Auguste et de Leszczyński. Dans un premier temps, Auguste réussit à reprendre Varsovie et à gagner le soutien de la plupart des sénateurs lors d'un concile à Grodno. Le 13 février 1706, cependant, Auguste perd la bataille de Fraustadt et, face à l'occupation suédoise de la Saxe, abandonne ses prétentions à la couronne polonaise par le traité d'Altranstädt (1706).
Auguste reprendra toutefois le trône de Pologne en 1709, après la défaite suédoise à la bataille de Poltava. En guise de vengeance, les troupes russes, stationnées en Pologne, brûlèrent et saccagèrent la ville de Leszno, propriété de la famille Leszczyński.

## Sources
- U. Augustyniak, Historia Polski 1572-1795, Varsovie 2008
- M. Markiewicz, Historia Polski 1494-1795, Cracovie 2002